# 七政街道
七政街道，是中华人民共和国黑龙江省哈尔滨市南岗区下辖的一个乡镇级行政单位，位于通达街道南侧。

## 行政区划
七政街道下辖以下地区：
元士社区、清明街社区、国泰社区、阳光社区、国脉社区和焊接社区。